# Кризис семи лет
Кризис семи лет (др.-греч. κρίσις — решение, поворотный пункт) — кризис в развитии ребёнка, который возникает, когда ребёнок переходит из дошкольного возраста в младший школьный возраст. Самым ярким проявлением этого кризиса является желание ребёнка быть похожим на взрослых, выражающееся в подражании их действиям, манерничанье. В этот период у ребёнка начинает формироваться социальное «Я». Л. С. Выготский отмечает, что ребёнок, вступая в кризис семи лет, утрачивает наивность и непосредственность.

## Причины
В период перехода от дошкольной жизни к школьной у ребёнка происходит интенсивная ориентация в кругу социально-предметных отношений, ускоренное развитие операционально-технической сферы ребёнка, быстрое развитие способностей к познанию.
Социальная ситуация развития. Поступая в школу, ребёнок в первый раз становится объектом учебной деятельности, эта деятельность значима для общества и оценивается обществом. Социальное взаимодействие «ребенок — взрослый» распадается на взаимодействие «ребёнок — близкий взрослый» и «ребёнок — социальный взрослый». Представитель общества, обладающий всеми его полномочиями, становится для ребёнка учителем. Он носитель социальных норм, правил, критериев оценки. Общественный характер правил и требований диктует обязательность их выполнения.
Ведущая деятельность данного возрастного периода — учебная. Она предполагает, что ребёнок должен овладеть обобщенными способами действий в системе научных понятий.
Согласно Д. Б. Эльконину учебная деятельность трижды социальна:
- По содержанию (ребенок усваивает социокультурный опыт)
- По смыслу (учебная деятельность значима для социума и оцениваема им)
- По форме (регуляция с помощью социальных норм и правил).

## Симптомы кризиса
- Непослушание
- Хочет казаться взрослее (отказ от детских игр)
- Не отвечает на просьбы
- Упрямство, капризы
- Не переносит критику
- Копирование взрослых, подражание их манерам
- Потеря спонтанности в поступках и словах

Л. С. Выготский выделил несколько особенностей, которые характеризуют кризис семи лет.
- Переживания приобретают смысл (Сердящийся ребёнок понимает, что он сердит)
- Возникает обобщение переживаний, логика чувств (многократно повторяющаяся ситуация, обобщается ребёнком)

Самой существенной чертой этого кризиса, по Выготскому, является начало дифференциации внутренней и внешней стороны личности ребёнка.
Во время кризиса происходит окончательное формирование воображения, образного мышления, произвольной памяти и внимания. В этом периоде ребёнок выстраивает для себя систему, по которой он определяет что есть «добро», а что есть «зло». Эту систему он строит на основании внешних факторов среды, своих внутренних чувств и социальных отношениях. Ребёнок начинает понимать, что такое хорошо и что такое плохо. В этом возрасте начинает формироваться самооценка, ребёнок осознает себя как отдельную личность не только в семье, но и социуме, он осознает свое место в обществе.
Кризис семи лет уникален, так как это единственный возрастной кризис, который планируется обществом. В остальных кризисах ведущую роль играет разрешение внутренних противоречий между растущими возможностями ребёнка и его местом в социальных отношениях, которое определило общество.
В этом возрастном кризисе остро стоит проблема психологической готовности и адаптации ребёнка к школе. До 60 % детей имеют низкий показатель адаптации, трудности в обучении, не освоили новую социальную реальность и нуждаются в помощи психологов. Если ребёнка принуждать к переходу из дошкольного периода в школьный, то у него появляется дезадаптивное поведение четырёх типов:
- Пассивный протест
- Активный протест
- Соматизация
- Невротизация